# Syzygium glabratum
Syzygium glabratum là một loài thực vật có hoa trong Họ Đào kim nương. Loài này được (DC.) Veldkamp mô tả khoa học đầu tiên năm 2003.